# NGC 162

NGC 162

إن جي سي 162 (NGC 162) نجم في كوكبة مجرة أندروميدا. وقد اكتشف من قبل هاينريش د'Arrest في عام 1862. وبالخطاء، تم تعريف بعض المجرات (مثل بي جي سي 2148 و بي جي سي  212552) خطاء على أنها إن جي سي 162.